# Amorphinopsis spongia
Amorphinopsis spongia är en svampdjursart som först beskrevs av de Laubenfels 1953.  Amorphinopsis spongia ingår i släktet Amorphinopsis och familjen Halichondriidae.
Artens utbredningsområde är Florida. Inga underarter finns listade i Catalogue of Life.